# Alexander McKay (boxeador)

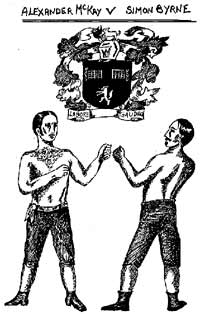
Una de las pocas imágenes conocidas de Alexander McKay. Un cartel anunciando el encuentro contra Simon Byrne (derecha).

Alexander McKay (1804-1830) fue un boxeador escocés de peso pesado que peleó a puño limpio. Peleó solamente cinco combates de premio; éstas peleas fueron:
1. Derrota contra Simon Byrne después de 47 minutos y 5 asaltos el 3 de mayo de 1827.
2. Triunfo sobre Peter Curran después de 18 minutos, en 1828.
3. Triunfo sobre Paul Spencer después de 25 asaltos el 16 de octubre de 1828.
4. Triunfo sobre Paul Spencer después de 30 minutos en 34 asaltos el 17 de febrero de 1829.
5. Derrota contra Simon Byrne después de 53 minutos en 47 asaltos el 2 de junio de 1830.

McKay murió de hemorragia cerebral 30 horas después de su segunda pelea contra Byrne. Las noticias de su muerte fueron recibidas en Escocia con revueltas que cobraron la vida de varias personas. Se encuentra enterrado en el cementerio de la iglesia en la aldea de Hanslope, Buckinghamshire. El siguiente epitafio está grabado en su tumba (traducción):

"Fuerte y atlético era mi estructura

Lejos de mi casa nativa yo vine

Y valientemente peleé con Simon Byrne

Ah! pero para nunca más regresar.

Desconocido, escucha la advertencia que ofrece mi destino

No sea que arruines tu caso ya demasiado tarde

Si alguna vez has peleado en tu vida

Determina nunca más pelear"